# Le Système du docteur Goudron et du professeur Plume
Le Système du docteur Goudron et du professeur Plume (The System of Doctor Tarr and Professor Fether) est une nouvelle d'humour noir, écrite par Edgar Allan Poe et traduite en français par Charles Baudelaire.

## Résumé
C’est en automne que le narrateur, en visite dans les provinces du sud de la France, propose à son compagnon de voyage de visiter une maison de santé pour aliénés dont certains de ses amis lui avaient parlé. Le compagnon de voyage, rebuté par l’idée « abjecte » de visiter un hospice de fous, propose tout de même de l’accompagner jusqu’à l’entrée, afin de le présenter à M. Maillard, le Directeur, qu’il connaît. L’ami s’en va ensuite, après avoir accompli sa tâche. Et Maillard fait le tour des lieux avec le narrateur. C’est un hospice qui applique le système de la douceur, c’est-à-dire que l’on y évite les châtiments et que l’on a très occasionnellement recours à l’isolement. Le narrateur qui a apparemment beaucoup étudié la physiologie de la folie est surpris lorsque M. Maillard lui explique que le système de la douceur a été abandonné récemment, et que l’on est « revenu aux vieux errements ». Toutefois, il lui explique par le menu tous les aspects du système de douceur, laissez-faire, réduction à l’absurde… Le narrateur est bien surpris par ce qu’il entend.
Ils dînent ensuite, et c’est à ce moment-là que le narrateur se rend compte que les choses ne tournent pas rond : les convives sont, disons… excentriques, on y sert des plats un peu curieux comme le lapin au chat, et l’on raconte au narrateur que dans cette maison même, il n’y a pas très longtemps, quand sévissait encore le système de douceur, les fous en avaient profité pour neutraliser les gardiens, les avaient enfermés dans des cabanons où ils étaient surveillés comme fous par les fous eux-mêmes. Quand le narrateur fait observer à Maillard que les convives qui prétendent imiter leurs fous ont tout de même un comportement bizarre, ce dernier attribue ça à l’alcool et au comportement des gens du sud. Puis Maillard explique que l’on a remplacé le système de douceur par le système du docteur Goudron et du professeur Plume. Il mentionne aussi que le règne des fous a duré un mois environ. Le narrateur est de plus en plus éberlué. Soudain la salle à manger est envahie par des monstres d’apparence simiesque. Ce sont les gardiens couverts de goudron et de plumes (le système du docteur Goudron et du professeur Plume) qui sont finalement parvenus à se libérer…

### Situation initiale
L'histoire nous est contée par un narrateur anonyme qui visite un établissement psychiatrique dans le sud de la France (plus exactement, une « Maison de Santé ») réputé pour une nouvelle méthode révolutionnaire permettant de traiter les maladies mentales et appelé « système de la douceur ». Un compagnon de route connaissant Monsieur Maillard, l'inventeur du système, fait les présentations avant de prendre congé du narrateur, en raison de son aversion pour la folie. Le narrateur est très vite surpris d'apprendre que le « système de la douceur » n'est depuis peu plus pratiqué et s'interroge à propos de l'abandon de cette méthode devenue populaire en raison des succès qu'on lui a attribués. Maillard, au détours d'une promenade dans le parc de l'établissement et avant de l'inviter à diner, lui répond à ce propos : « Ne croyez rien de ce que vous entendez, et seulement la moitié de ce que vous voyez. »

### Résolution et situation finale
Le dîner est quelque peu excentrique, tant par ses mets (originaux et trop abondants) que par la présence de la petite trentaine d'autres convives habillés de vêtements non ajustés, parfois légèrement provocants, en décalage avec la mode de l'époque, et concernant les femmes une surcharge de bijoux et parures diverses. Le dîner est accompagné d'une musique fort appréciée des autres invités mais que le narrateur n'hésite pas à qualifier « d'infinie variété de bruits ».
Dans l'ensemble, le narrateur note la bizarrerie présente tout le long de cette soirée, au cours de laquelle les personnes présentes réalisent avec emphase des imitations de leurs patients traités qui se croyaient alors être une théière, un âne, un fromage, une bouteille de champagne, une grenouille, du tabac à priser, une citrouille, ou bien d'autres choses encore. Monsieur Maillard ou bien les invités entre eux devaient régulièrement intervenir afin de calmer l'ardeur des intervenants à mimer leurs patients. Le narrateur exprimant poliment auprès du maître de maison ses doutes quant à la santé mentale des autres convives, ce dernier met l'accent sur le prétendu comportement libéré des gens du Midi ainsi que sur l'alcool consommé.
Le narrateur apprend finalement que l'équipe soignante a remplacé le système de la douceur par un système beaucoup plus strict basé sur les travaux du « docteur Goudron » et du « professeur Plume ». Quand, au grand étonnement des autres personnes présentes, il avoue ne pas connaitre ces travaux, on consent à lui donner plus de précisons sur les événements récents. Un « simple » incident, selon Maillard, est survenu alors qu'une trop grande liberté avait été accordée aux patients. Ils en avaient alors profité pour usurper l'autorité de leurs médecins et de leurs infirmières et les enfermer tels des fous. Ils étaient dirigés par un homme qui prétendait avoir inventé une meilleure méthode de traitement de la maladie mentale, et ne permettait pas la présence de visiteurs, « à l’exception, une seule fois, d’un jeune gentleman, d’une physionomie très-niaise et qui ne pouvait lui inspirer aucune défiance. Il lui permit de visiter la maison, comme pour y introduire un peu de variété et pour s’amuser de lui. Aussitôt qu’il l’eut suffisamment fait poser, il le laissa sortir et le renvoya à ses affaires. »
Alors que le narrateur demande comment l'équipe soignante avait repris le contrôle survient un important chahut se concluant par l'irruption de « monstres » se trouvant être les soignants eux-mêmes. Il devient alors évident que Monsieur Maillard, effectivement ancien directeur de l'établissement mais dont la santé mentale dégradée l'avait fait passer du côté des « fous », avait ainsi raconté pendant toute la visite ses propres exploits, qui avaient permis aux autres « fous » de profiter de la liberté et des réserves alimentaires de la maison, tout en maintenant enfermés et soumis au supplice du goudron et des plumes le personnel qui avait enfin réussi à se libérer plus d'un mois après son renversement.
Le narrateur, qui n'est autre que le « jeune gentleman d’une physionomie très-niaise », conclut le récit en admettant que, malgré tous ses efforts mis en œuvre à rechercher dans toutes les bibliothèques de l’Europe les œuvres du docteur Goudron et du professeur Plume, il n’avait pas encore pu, à ce jour, s’en procurer un seul exemplaire...

### Le «système de la douceur»
Monsieur Maillard décrit au narrateur ledit système : les « malades » étaient ménagés, c'est-à-dire exemptés de tout châtiment et sauf cas exceptionnel laissés libres dans l'enceinte de l'établissement, ainsi qu'encouragés dans leurs « fantaisies » afin de mieux les réduire à l'absurde, allant même jusqu'à « accuser les malades de stupidité » si ceux-ci se trouvaient en contradiction avec leurs délires poussés à l'extrême par les soignants. Par exemple, pour un homme qui se croyait poulet, le traitement consistait à lui refuser quelque temps toute autre nourriture qu'un peu de grain et de gravier. Les « fous » (parfois ainsi désignés dans le texte) avaient par ailleurs charge de se surveiller mutuellement.
Le système avait été, selon les dires du médecin, généralisé à toutes les Maisons de Santé de France avant d'être abandonné.

## Quelques citations remarquables
« Ne croyez rien de ce que vous entendez, et seulement la moitié de ce que vous voyez. »
« Quand un fou paraît tout à fait raisonnable, il est grandement temps, croyez-moi, de lui mettre la camisole. »

## Contexte historique
Après la révolution introduite dans le traitement infligé aux aliénés par Philippe Pinel, se sont créés à Paris aussi bien qu’en province des maisons de santé appliquant des méthodes de traitement moral de la folie, dans un cadre familial. La plus célèbre, à Montmartre, puis à partir de 1846 à l'hôtel de Lamballe de Passy, fut la maison du docteur Esprit Blanche (qui sera reprise après sa mort, en 1852, par son fils Émile Blanche). Dans le sud de la France, en Provence, deux maisons avaient acquis la réputation de parvenir à de bons résultats par ce traitement doux : la maison du docteur Guiaud à Marseille – Guiaud déjeunait et dinait avec ses malades – et la maison du docteur Mercurin à Saint-Rémy-de-Provence. Elles ont servi de modèle à cette nouvelle d’Edgar Poe.
Par ailleurs, les débats commençaient à être vif sur les « méthodes de traitement moral », lorsque François Leuret, qui exerçait dans la maison de santé du Gros-Caillou à Paris, se mit à prôner la méthode forte pour amener les aliénés à renoncer à leurs délires : menaces, coercition, douches froides, etc., donc l’opposé de la méthode douce d’abord pratiquée dans la maison de santé du docteur Maillard.

## Publication de l'œuvre
Le manuscrit était dans les mains des éditeurs depuis plusieurs mois avant d'être finalement publié dans le numéro de novembre 1845 de Graham's Magazine.

## Adaptations
- André de Lorde a adapté la nouvelle sous forme d'une pièce de théâtre, Le Système des Dr Goudron et Pr Plume, jouée pour la première fois en 1903 au Théâtre du Grand-Guignol à Paris. Maurice Tourneur en a tiré un film en 1912.
- Le film mexicain surréaliste La mansión de la locura (1973) par Juan López Moctezuma.
- Le film de S.F Brownrigg The Forgotten (en) (1973), dont l'intrigue est vaguement inspirée de la nouvelle.
- (The System Of) Dr. Tarr and Professor Fether est la 5e piste de l'album Tales of Mystery and Imagination, par The Alan Parsons Project dont la musique est inspirée des textes d'Edgar Allan Poe.
- Le Système du docteur Goudron et du professeur Plume, adaptation pour la télévision par Claude Chabrol (1981).
- Le réalisateur tchèque Jan Švankmajer a basé son film Les Fous (2005) sur cette histoire, ainsi que sur une autre d'Edgar Allan Poe de 1844 L'enterrement prématuré et les travaux du marquis de Sade.
- Hysteria (Stonehearst Asylum, 2014), film américain de Brad Anderson avec notamment Kate Beckinsale, Michael Caine et Ben Kingsley.